# فرانك كيسكا
فرانك كيسكا (بالإنجليزية: Frank Kisekka)‏ (مواليد 1926) هو ملاكم أوغندي، مثّل بلاده في الألعاب الأولمبية الصيفية 1960.

## روابط خارجية
فرانك كيسكا على موقع أوليمبيديا (الإنجليزية)